# Vadim
Vadim é um filme de drama russo de 1910 dirigido por Pyotr Chardynin.

## Enredo
O filme fala sobre o fazendeiro Palitsin, que entra em conflito com seu vizinho, em consequência do que o vizinho morre, deixando seus dois filhos, Vadim e Olga, órfãos. Palitsyn leva Olga para sua família, e Vadim é deixado sozinho e quer vingança ...

## Elenco
- Pyotr Chardynin... Palitsyn
- Aleksandra Goncharova... Olga
- Andrey Gromov... Yury (as Andrej Gromov)
- Pavel Biryukov